# Atlas linguistique slave
L’Atlas linguistique slave (Общеславянский лингвистический атлас en russe, OLA en sigle) est un projet d’atlas linguistique international créé en 1958 à la suite du 4e Congrès International des slavistes de Moscou.

## Organisation
Le projet se compose de deux parties, la première couvrant la lexicographie, la morphologie, et la sémantique, et la deuxième couvrant la grammaire, la phonétique et la phonologie. Les données récoltées durant les enquêtes entre 1965 et 1975 proviennent d’environ 850 localités différentes.
L'atlas recouvre l’ensemble des langues slaves et précède d’autres larges projets internationaux comme l’Atlas Linguarum Europae, l’Atlas linguistique méditerranéen ou l’Atlas linguistique roman. Aujourd’hui plusieurs instituts participent aux projets : l’Académie des arts et des sciences de Bosnie-Herzégovine, l’Académie bulgare des sciences, l’Académie tchèque des sciences, l’Académie macédonienne des arts et des sciences, l’Académie slovène des arts et des sciences, l’Académie biélorusse des sciences, l’Académie ukrainienne des sciences, l’Académie polonaise des sciences, l’Académie russe des sciences, l’Académie serbe des arts et des sciences, l’Institut sorabe, l’Académie slovaque des sciences, l’Académie monténégrine des arts et des sciences et l’Académie croate des sciences et des arts.

## Alphabet
L’Atlas linguistique slave emploie comme système de transcription phonétique un alphabet spécifique comprenant des lettres tirées de l’écriture latine, de l’écriture cyrillique, de l’écriture grecque.

### Transcription des voyelles
|   | 1 | 2 | 3 | 4 | 5 | 6 | 7 | 8 | 9  | 10 | 11 |
| 1 | i |   |   | ꞹ |   | ы |   |   | ъı |    | u  |
| 2 |   | ı | y |   | e̥ |   |   |   |    |    |    |
| 3 |   | ẹ | ɘ |   |   |   |   |   |    | ọ  |    |
| 4 |   |   | e | ø |   | ə |   |   | o  |    |    |
| 5 |   |   |   | ɛ |   | ʌ |   | ɔ |    |    |    |
| 6 |   |   |   |   | ạ |   | ḁ |   |    |    |    |
| 7 |   |   |   |   |   | a |   |   |    |    |    |

### Transcription des consonnes
|                      | occlusives | occlusives | affriquées | affriquées | spirantes | spirantes | vibrantes | nasales | latérales | vibrantes | spirantes   |
| -------------------- | ---------- | ---------- | ---------- | ---------- | --------- | --------- | --------- | ------- | --------- | --------- | ----------- |
| bilabiales           | p pʼ       | b bʼ       |            |            | φ φʼ      | w/ƀ wʼ    |           | m mʼ    |           |           | (w wʼ)      |
| labio-dentales       |            |            |            |            | f fʼ      | v vʼ      |           |         |           |           | (v vʼ u̯ u̯ʼ) |
| interdentales        |            |            |            |            | þ         | ð/đ       |           |         |           |           |             |
| dentales             | t tʼ       | d dʼ       | c cʼ       | ʒ ʒʼ       | s sʼ      | z zʼ      |           | n nʼ    | ł l lʼ    | r rʼ      |             |
| dentales inférieures |            |            | ċ          |            | ṡ         | ż         |           |         |           |           |             |
| prépalatales         | t́          | d́          |            |            |           |           |           |         |           |           |             |
| palato-vélaires      |            |            | ć          | ʒ́          | ś         | ź         |           | ń       | ĺ         |           | j           |
| post-alvéolaires     |            |            | č čʼ       | ǯ ǯʼ       | š šʼ      | ž žʼ      | ř (ř̭)     |         |           |           |             |
| palatales            |            |            | č́          | ǯ́          | š́         | ž́         | ř́ [ř́]     |         |           |           |             |
| vélaires             | k kʼ       | g gʼ       |            |            | x xʼ      | γ/ǥ γʼ    |           | ŋ ŋʼ    |           |           |             |
| palato-vélaires      | ḱ          | ǵ          |            |            | x́         | γ́         |           |         |           |           |             |
| vélaires aspirées    | kʰ kʰʼ     |            |            |            | ĥ         | h hʼ      |           |         |           |           |             |
| uvulaires            |            |            |            |            |           |           |           |         |           | ʀ ʀʼ      |             |
| gutturales           | ʔ          |            |            |            |           |           |           |         |           |           |             |